# 曼海姆—萨尔布吕肯铁路
曼海姆－萨尔布吕肯铁路（德語：Bahnstrecke Mannheim–Saarbrücken）是一条由曼海姆经路德维希港、诺伊施塔特、凯泽斯劳滕及洪堡至萨尔布吕肯的铁路。它是普法尔茨地区最重要的铁路干线，也是连接欧洲西部及东部的重要国际通道。
该线路主要是根据从1847年至1849年通车的普法尔茨路德维希铁路（路德维希港－贝克斯巴赫）所构建，两者在路德维希港至洪堡之间的走向是完全相同的，因此它们通常被视为同一条铁路。其余路段则在1867年至1904年间陆续建成。从1960年至1964年，线路逐步完成电气化改造。线路当前的走向是自1969年起、在路德维希港火车总站迁往现址后所采用。
自2003年以来，它已被整合入莱茵内卡S-Bahn的网络，在德国铁路的行车时刻表中被标识为670号。线路在逐段改造为200公里/小时的通行能力后，它又被称为POS北线（POS为巴黎－法国东部－德国南部的首字母缩写）。POS南线则作为高速铁路轴线的另一分支，经由斯特拉斯堡及凯尔通往阿彭韦尔。

## 历史

### 概览
曼海姆至萨尔布吕肯主干道的修建历史在最初是由不同的线路结合而成，特别是从洪堡至萨尔布吕肯之间最短的连接原本需要穿越前巴伐利亚及普鲁士的边境，其后又被布利斯河及维尔茨河的汇流处所阻隔。而路德维希港与曼海姆之间也需要跨越莱茵河，这是巴登及巴伐利亚的边界。因此线路的当前形式直至1904年才完工，除了在1969年兴建的路德维希港总站新址。这些特点也相应的体现在里程标上。线路的核心是在1847年至1849年分段通车的普法尔茨路德维希铁路（路德维希港－贝克斯巴赫）。后者除了西端的洪堡－贝克斯巴赫路段外，其余路段在如今均成为了曼海姆－萨尔布吕肯主干道的一部分。

### 普法尔茨路德维希铁路的形成（1835年－1856年）
当普法尔茨地区在1816年成为巴伐利亚的一部分、并被命名为“莱茵专区”后，当局最初计划在南北方向上兴建一条铁路线。但它后来被一条东西方向的铁路线计划所取代，尤其是后者有助于将萨尔兰煤炭运输至莱茵河。
线路西端的走向在最初曾草拟有几种不同的方案。西端终点原本被定在巴伐利亚辖下的圣英贝特，但它最终迫于普鲁士的压力而被放弃，因为后者希望在通往萨尔布吕肯的连接中应尽可能长的利用本国领土。因此贝克斯巴赫成为了备选方案，线路随后还应当从这里扩展至诺因基兴和苏尔茨巴赫。
1838年3月30日，巴伐利亚普法尔茨-莱茵工事-贝克斯巴赫铁路公司（Bayerische Eisenbahngesellschaft der Pfalz-Rheinschanz-Bexbacher Bahn）成立，负责从原莱茵工事至萨尔河畔的贝克斯巴赫兴建一条铁路。在公司于1844年更名为普法尔茨路德维希铁路公司（Pfälzische Ludwigsbahn-Gesellschaft）后，线路在保罗·丹尼斯的带领下于1845年3月正式动工。该线路将承担由贝克斯巴赫出产的煤炭通过各新兴港口及“莱茵工事”交易中心转运至德国南部及瑞士的任务，因此它被同时称作“莱茵工事线”和“路德维希铁路”（以巴伐利亚国王路德维希一世命名）。在整条线路完工之前，它们还通过希弗施塔特－沃尔特铁路建立了与巴伐利亚普法尔茨首府施派尔的连接。自1849年8月起，线路在路德维希港－诺伊施塔特－洪堡－贝克斯巴赫间实现贯通。自1850年起，主干道延长至诺因基兴，并在两年后得以连接至萨尔布吕肯。而在1856年7月，路德维希港至诺因基兴的全部路段均已实现复线。

### 其余路段的形成

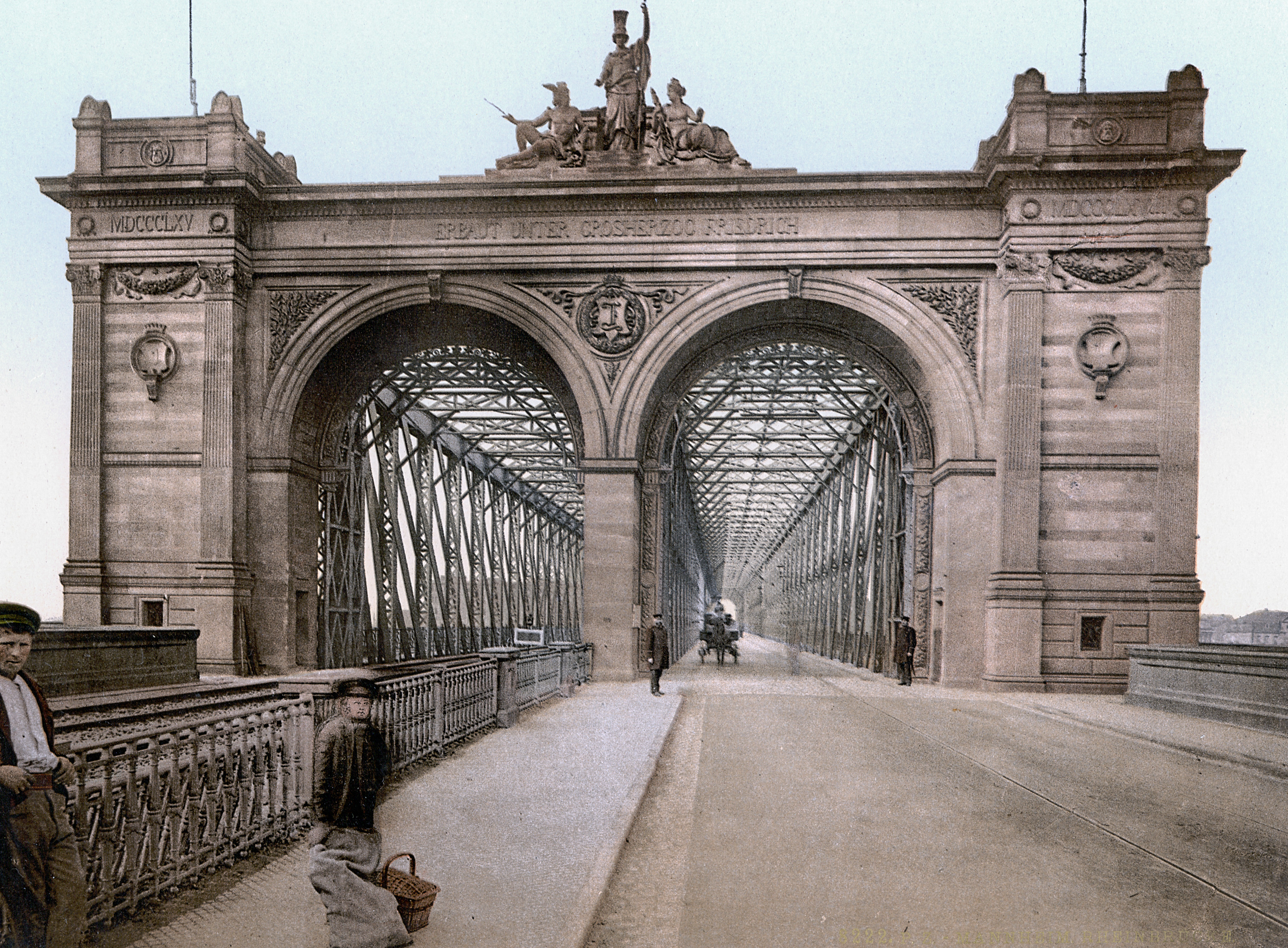
曼海姆及路德维希港间的莱茵河大桥于1893年。其中左侧用于铁路运输，右侧用于公路运输

由于路德维希铁路的运输量持续上涨，当局在1863年于路德维希港开办了通往曼海姆的火车渡轮服务，以维持在莱茵河通道上与美因茨、以及1861年在凯尔和斯特拉斯堡间建成的莱茵河大桥的竞争力。但渡轮服务的能力很早便超出了极限，两座城市计划新建一座永久性的莱茵河大桥。1867年2月25日，路德维希港及曼海姆之间的莱茵河大桥率先投入铁路运输服务，自同年8月10日起又增设为复线轨道。
在1866年和1867年，洪堡－茨韦布吕肯铁路和施瓦岑阿克至圣英贝特之间的分支线维尔茨河铁路相继完工，线路得以连接至萨尔布吕肯。这些线路的功能可使来自萨尔布吕肯的运煤列车通过自1875年开通的兰道－罗尔巴赫铁路运行，从而避免绕行诺因基兴、贝克斯巴赫以及需要在洪堡换向的弯路。以这种方式运输煤炭变得更便宜及更便捷。此外，由于无需通过既有的诺因基兴和贝克斯巴赫，这种方式还实现了洪堡至萨尔布吕肯间更短的连接。
由于在维尔茨河铁路中哈瑟尔至圣英贝特沿线的哈瑟尔隧道出现越来越多的运作问题，因此该线路在下维尔茨巴赫至圣英贝特之间获得了一个经由罗尔巴赫的新走向。这部分路段在1895年9月7日通车。在维尔茨河铁路的规划过程中，当局原本计划在洪堡和圣英贝特间均提供最短的连接，但这样城市会受到布利斯河及维尔茨河的阻隔。此后出于战备考虑，洪堡－罗尔巴赫路段还是于1904年1月1日通车，同时沙伊特－罗尔巴赫路段也获得了复线。后者最初是被纳入在同年5月1日通车的格兰河谷铁路的一部分，这同样也是一条战备铁路。

### 进一步发展（1904年－1945年）

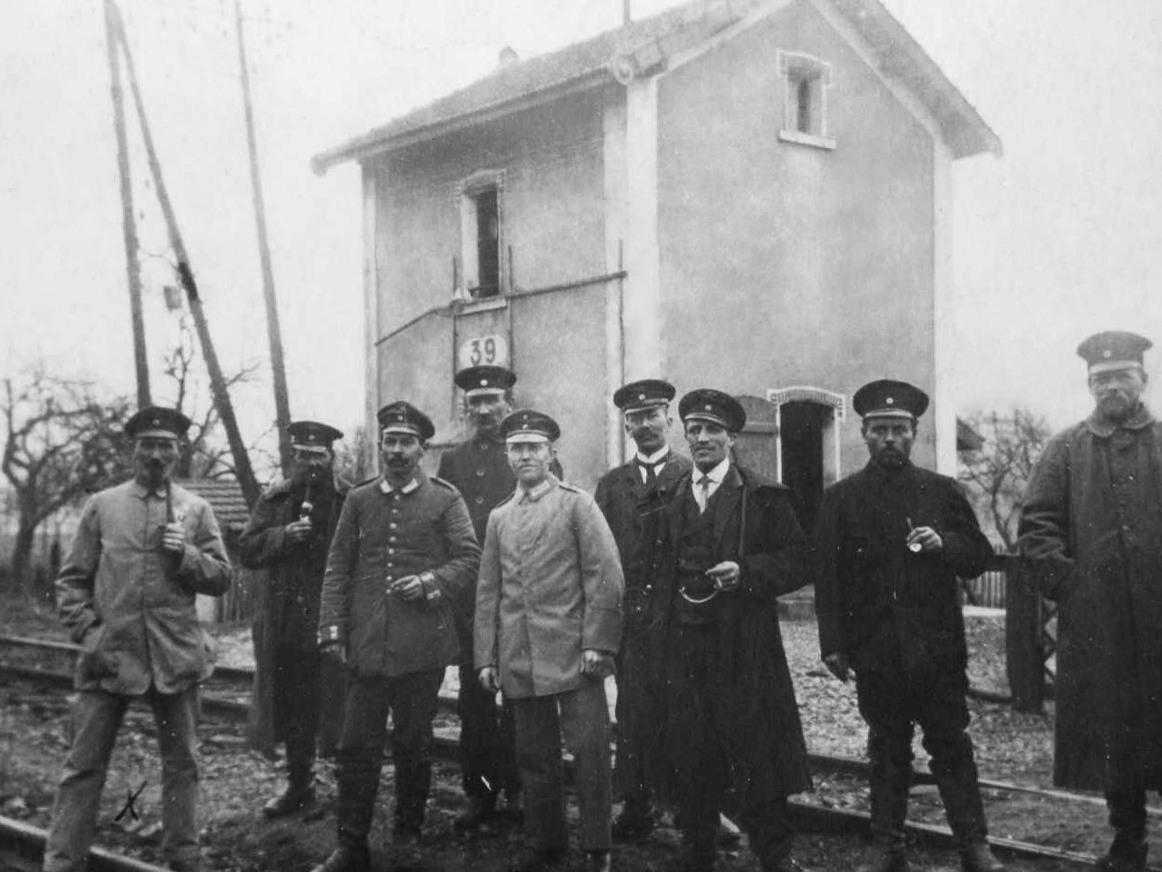
艾恩西德勒霍夫编组站中的铁路工人（1914年）

1920年，作为德国在第一次世界大战中战败的结果，普鲁士莱茵省和巴伐利亚普法尔茨的部分领土组成了萨尔专区，并由国际联盟托管，为期15年。在这一区域内的洪堡－萨尔布吕肯路段因此也移交萨尔铁路（Saareisenbahn）管理，并相应的在洪堡以西设立洪堡西管制站。线路的其余部分则由德意志国铁路控制，并在两年后被并入新成立的路德维希港国家铁路管理局（Reichsbahndirektion Ludwigshafen）。同样在1920年，艾恩西德勒霍夫编组站落成，它取代了原本在凯泽斯劳滕进行的列车编组任务。由于受到空间限制，两条主线轨道必须向北偏移。此外在1926年，线路的凯泽斯劳滕－艾恩西德勒霍夫区间还获得了另外两条轨道，以用作货物运输。
继1867年通车的公铁两用莱茵河大桥后，一条纯粹的铁路桥也于1932年毗邻原桥落成。而在萨尔专区于1935年回归德意志国后，线路的西部路段也收归德意志国铁路所有。与此同时，路德维希港管理局被解散，萨尔布吕肯－上施派尔路段因而在1937年4月1日被纳入萨尔布吕肯管理局，其余路段则被纳入美因茨管理局。

### 战后时期及电气化（1945年－1964年）

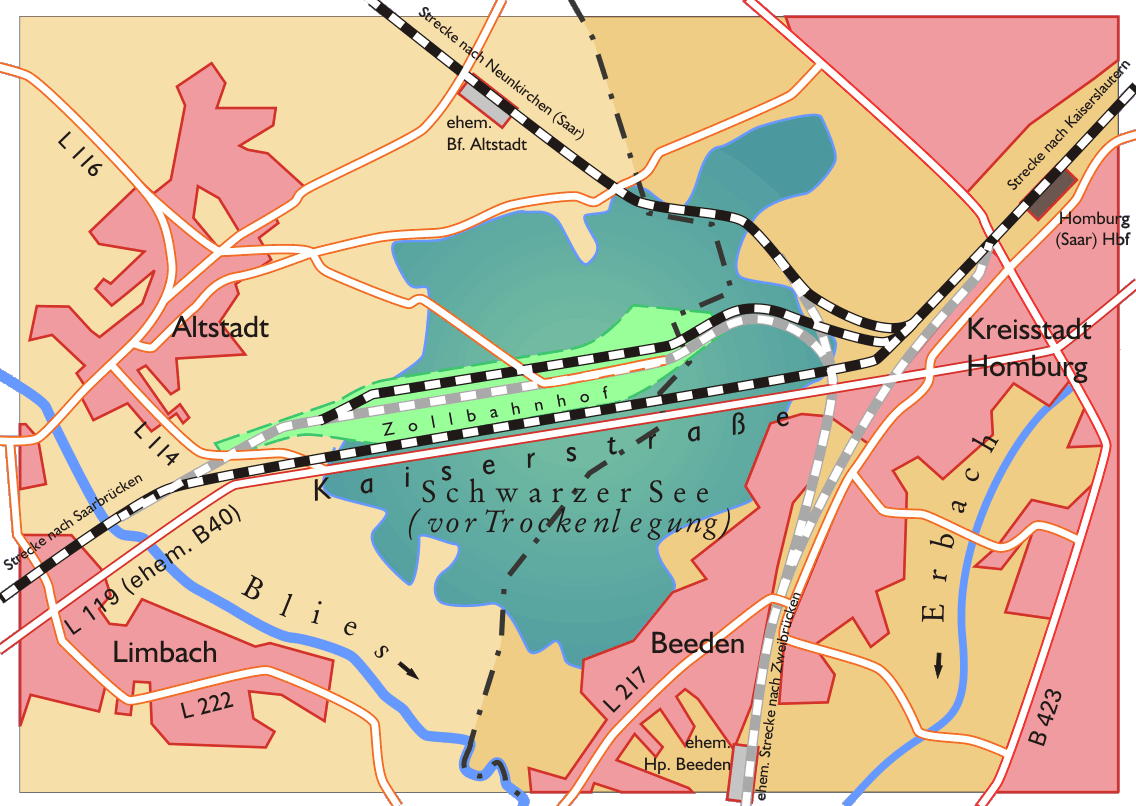
洪堡西管制站

第二次世界大战结束后，洪堡－萨尔布吕肯路段再次被纳入萨尔保护领，当局并根据自身的管理创办了萨尔兰铁路。洪堡以东的路段此时则已由德国联邦铁路接管。后者又将其划入美因茨联邦铁路管理局（Bundesbahndirektion Mainz），负责管理新成立的联邦州莱茵兰-普法尔茨境内的所有铁路。
由于横跨莱茵河的铁路桥在1945年3月被炸毁，1867年的公铁两用桥不得不再次临时接管铁路运输。然而直至1955年元旦，1932年的铁路桥才被重新建成。此外，只有少数列车在布鲁赫米尔巴赫至洪堡之间提供穿越边境的服务。这些服务仅雇佣萨尔兰的员工。在萨尔于1957年加入德意志联邦共和国后，萨尔兰铁路也被德国联邦铁路收购。在1945年3月被炸毁的盖默斯海姆莱茵河大桥此后又在1967年进行了大规模改造，这是由于过境运输越来越集中于曼海姆至萨尔布吕肯主干道。
由于该线路一直是长途运输的重要通道，它在1960年开始逐步进行电气化改造。相应的计划早在战后于法国占领的萨尔保护领路段便已存在，它们希望以此加强与宗主国之间的经济联系。这些计划最终由德国联邦铁路进行落实。1960年3月8日，萨尔布吕肯－洪堡路段通电。洪堡－凯泽斯劳滕路段跟随于1961年5月18日完成；普法尔茨路德维希铁路全线也在1964年3月12日实现了通电。其余路段的电气化工程，主要是由于凯泽斯劳滕至诺伊施塔特之间的多个隧道必需进行加宽，因此被迫推迟。受到电气化施工的影响，部分路段只能临时以单线通行，有时最高速度还会被限制为40公里/小时。因此，由于能力有限，许多货运列车会被分流至兰道－罗尔巴赫铁路以及采勒塔尔铁路往沃尔姆斯方向运行。

### 重建及扩建计划（1964年－1990年）

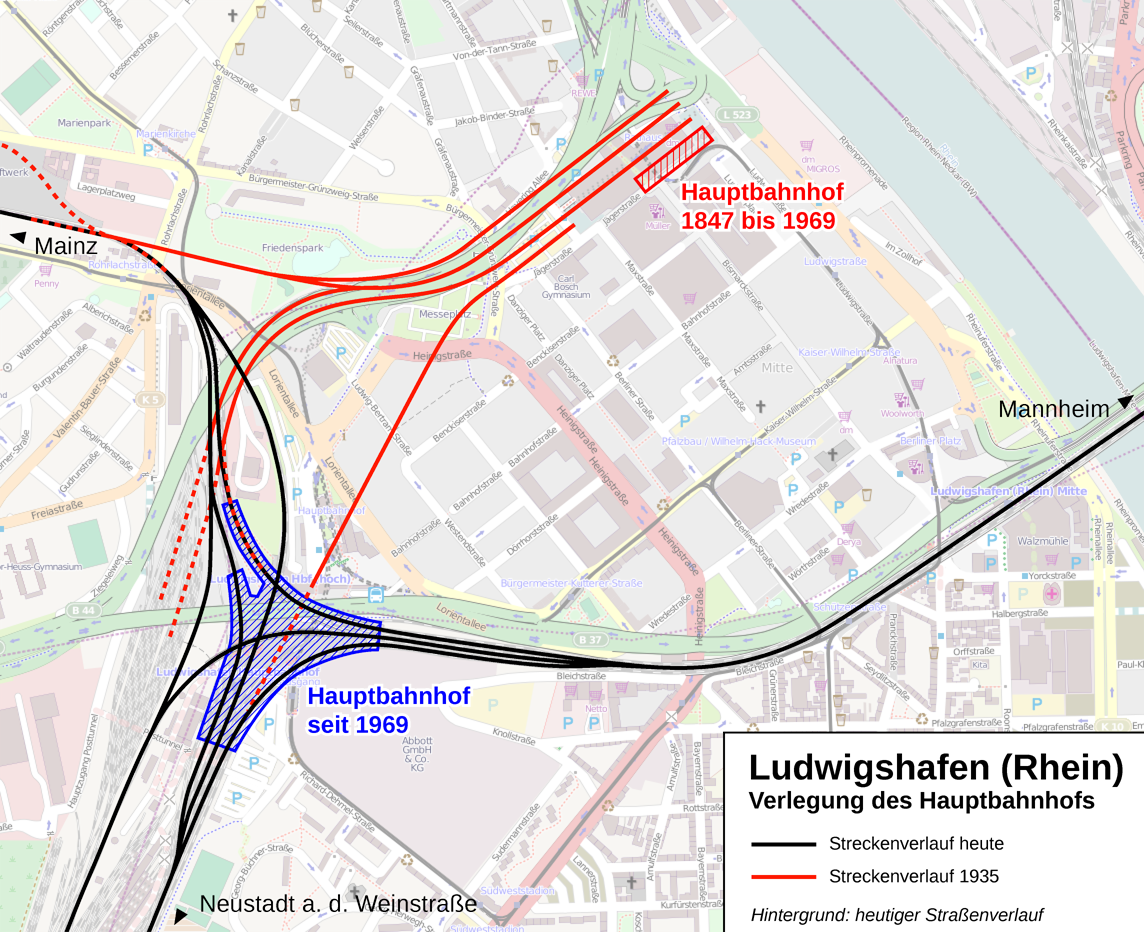
在1969年搬迁的路德维希港总站与原址方位比较

原有的路德维希港总站由于采用尽头式车站设计，因而在实际运用中遭到了越来越多的瓶颈。在20世纪60年代初，它开始在一个新址上被改造为通过式车站，并在1969年投入相应的运营。1971年，由于美因茨管理局被撤销，洪堡－上施派尔路段被纳入萨尔布吕肯管理局的职权范围，而弗兰肯施泰因－路德维希港路段此后则由卡尔斯鲁厄管理局负责。
在1970年公布的德国联邦铁路网络扩容方案中，明确了直至1985年的线路新造计划。其中在上施派尔－路德维希港之间的路段应该被拉直，并比既有线路缩短约10公里。在路德维希港北部的弗兰肯塔尔附近还应该设立一个与至沃尔姆斯的线路相连的连接。至1970年中期的规划中，新建项目被归入第二优先级别，应该在1985年完成。此外在1973年德国联邦运输基础设施规划中，作为7条规划新建线路的其中1条，当局也计划在凯泽斯劳滕至路德维希港之间新建一条线路。然而这些计划并未得到落实。
在1985年及1986年，法国和德国的工作小组对从德国引出的法国高速铁路东线制订了6个版本的线路走向。同时也对萨尔布吕肯－路德维希港之间的各种新造及改造方案进行的调研。对既有线进行改造的方案将耗资4.15亿德国马克，可将行车时间节省约21分钟。第二个方案是在普法尔茨森林设置一条带有多个隧道的新造线路，可进一步节省7分钟的行车时间，预计额外费用为8.65亿德国马克。第三个方案是在萨尔布吕肯和上施派尔之间设置一条新造线路，它主要与6号高速公路平行，可进一步节省18分钟的行车时间，预计额外费用高达18亿德国马克。然而这些方案同样没有得到具体落实。
1989年，萨尔兰州与德国联邦铁路达成一项新的短途运输框架协议，在萨尔布吕肯－凯泽斯劳滕间设立较少停站的城市列车服务，以及在萨尔布吕肯－凯泽斯劳滕设立站站停的城市列车服务。从1990年9月12日至18日期间，布鲁赫米尔巴赫-米绍至路德维希港之间的路段还参与了美军的巨龙行动。

### 当代发展（自1990年起）

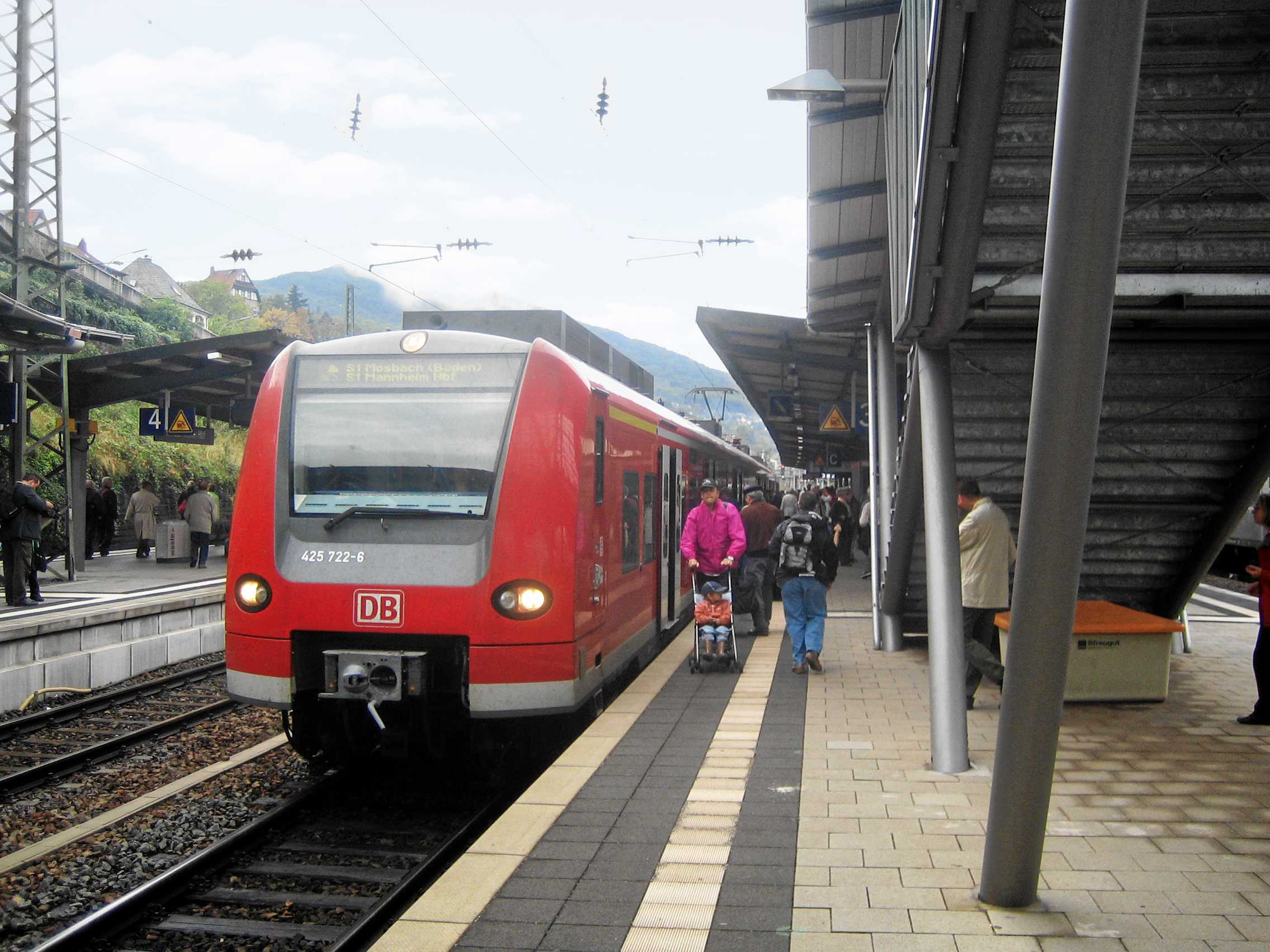
S-Bahn列车于诺伊施塔特

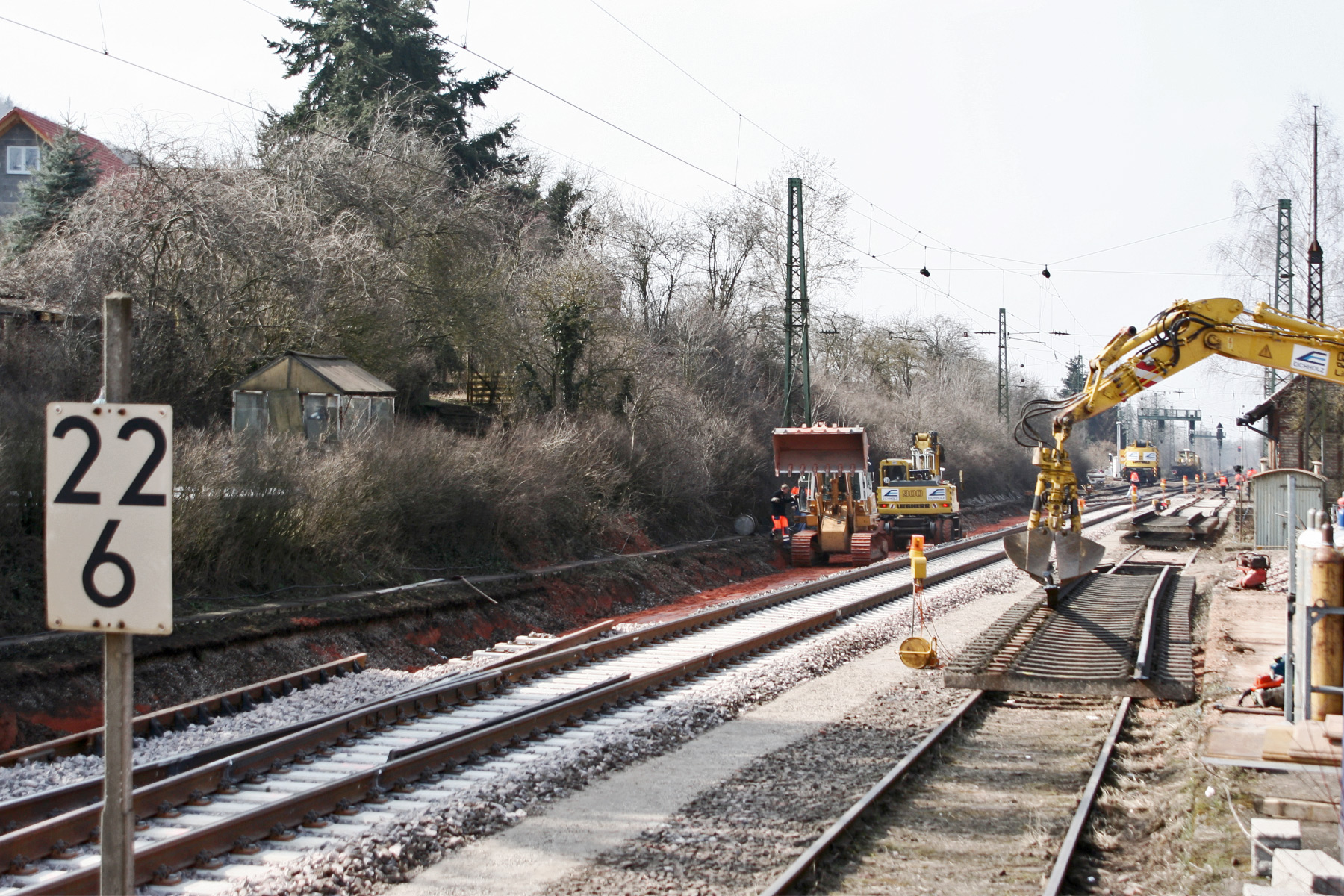
2006年在豪普茨图尔附近进行的线路改造施工

直至德国和法国的交通部长于1992年5月22日签署了实现巴黎－法国东部－德国南部高速铁路轴线的固定协议后，线路才真正迎来了一项有限的改造。因此在1993年中期，委托莱茵兰-普法尔茨州及德国联邦交通部编制的报告已重新提交，并对诺伊施塔特至上施派尔之间的四份新造及改造方案进行调研。结果表明可节省的行车时间介乎于1.43分钟（选择性改造，费用为1,000万欧元）至8分钟之间（大范围新造，费用为13.9亿德国马克）。
1998年5月，德国联邦政府与德国铁路签订了在曼海姆至萨尔布吕肯间线路进行改造的融资协议，费用约为3.514亿欧元。全部工程预计在2004年结束。在线路的第一阶段改造后，线路将可允许摆式列车以最高160公里/小时的速度通过。而圣英贝特－基克尔路段和诺伊施塔特－路德维希港路段的轨床则升级为200公里/小时，并在希弗施塔特建立一条侧线。长途列车及货运列车自2003年起可以按160公里/小时的速度通过这条侧线，基克尔－凯泽斯劳滕区间也可以按相同的速度行驶。速度在160公里/小时以上所需的安全设备ETCS应该在2008年底前安装，随后被延迟。线路自这一时间点起应该可通过卡尔斯鲁厄的监控中心进行远程控制。截至2007年，线路改造的总投资额已完成约5,000万欧元。在诺伊施塔特至凯泽斯劳滕间穿越普法尔茨森林、带有大量隧道的线路结构维持不变。在博德勒库尔至萨尔布吕肯之间的50公里路段部分可以实现200公里/小时的速度。
自2003年12月起，莱茵内卡S-Bahn开始在线路的凯泽斯劳滕－路德维希港区间运营，并于2006年延长至洪堡。伴随着S-Bahn服务的引入，沿线车站均进行了现代化改造，并将月台高度降低至76厘米，以允许425型动车组通行。路德维希港和凯泽斯劳滕之间的月台平均长度为210米，自凯泽斯劳滕起则为140米。原有的魏登塔尔车站被废弃，并新建成了一条通往弗兰肯施泰因的800米长走向。而早在1997年，当局便计划开始采取措施，在曼海姆及路德维希港之间兴建跨越莱茵河的第二条复线桥。
作为各种改造措施的一部分，以推进POS北线项目，基克尔－罗尔巴赫的一条弯道被拆除。这是为了节省列车在基克尔森林附近的通行时间。对于长途列车而言，它可减少约20秒的时间。一年后，列车还会绕行希弗施塔特车站。这主要是用于货运列车、长途列车和快速短途列车，它们得以避免通过希弗施塔特市内所相应需要的减速。
2004年5月14日，德国铁路及法国基建公司RFF签署了一项在巴黎－法兰克福走廊、包括POS北线上安装ERTMS和ETCS设备的谅解备忘录。
自2010年中期起，路德维希港至林布格霍夫之间的路段开始兴建第三条轨道，并计划在2014年底建成通车。

## 线路走向

### 地理走向

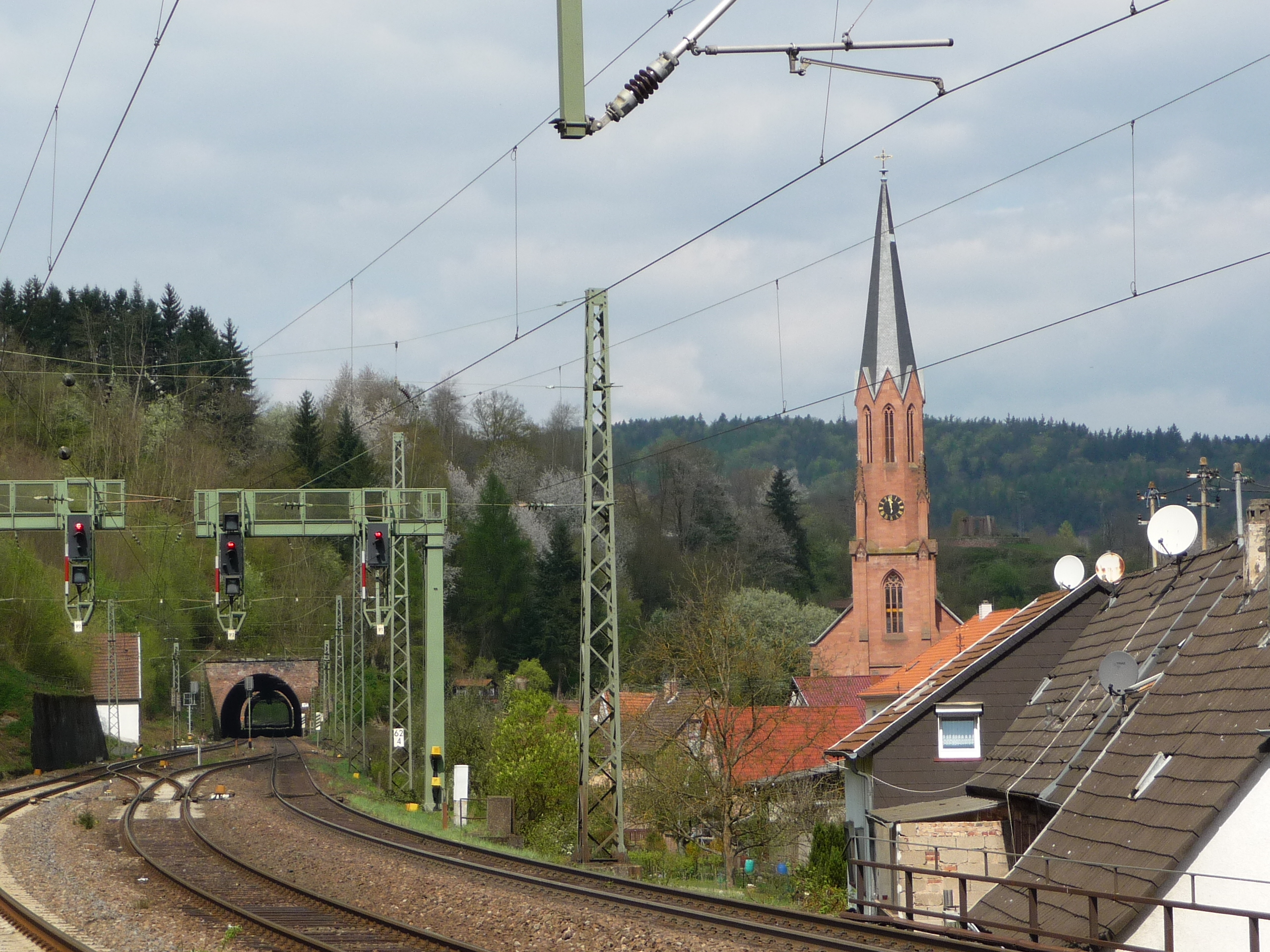
线路在魏登塔尔市内的走向，背景为吉普隧道

线路在路德维希港至希弗施塔特之间呈笔直向西南伸展。随之它折向西部，可在左侧与希弗施塔特－沃尔特铁路相连，并在抵达诺伊施塔特-伯比希之前，与来自蒙斯海姆的普法尔茨北部铁路共线继续直行。然后它离开上莱茵河低地，并进入诺伊施塔特背后的哈爾特山。
从那里起线路开始具备山区铁路的特征。在诺伊施塔特至凯泽斯劳滕之间33.5公里长的路段中，线路克服了109米的高度差。列车在穿越普法尔茨森林时共需要经过12条隧道。首先，它会通过沃尔夫斯山隧道。在兰布雷希特和上施派尔，会分别跨越施派尔河和上施派尔河。兰布雷希特之后还有分支连接小杜鹃铁路，这是一条通往埃尔姆施泰因的观光铁路。接着在抵达凯泽斯劳滕之前还会通过多条隧道（利希滕施泰因基顶隧道、雷奇河隧道、申贝格-朗埃克隧道、美因茨山隧道、吉普隧道、克普夫勒隧道、艾森凯尔隧道、凯勒隧道、施洛斯山隧道和弗兰措森湖隧道）。而弗兰肯施泰因至上施派尔之间还有一条支线阿尔森茨河谷铁路通往北部的巴特明斯特阿姆施泰因-埃伯恩堡。上施派尔以西是一条海利根山隧道，这是普法尔茨地区最长的铁路隧道，也是普法尔茨分水岭。
凯泽斯劳滕以西不远处是艾恩西德勒霍夫编组站，线路在此离开普法尔茨森林，并大体上笔直穿越兰施图尔断层，由兰施图尔前往洪堡。在洪堡之后，线路可以向右脱离原路德维希铁路，经由贝克斯巴赫来到诺因基兴。南部的支线为现已废弃的洪堡－茨韦布吕肯铁路。往萨尔布吕肯的线路会首先经过以往废弃的边境车站洪堡西站，然后跨越布利斯河，再经由林巴赫和基克尔抵达罗尔巴赫。在罗尔巴赫也可向东南接入来自兰道的兰道－罗尔巴赫铁路。最后，线路会沿着一个人口稠密的谷地前行，直至它在萨尔布吕肯结束。

### 里程标
由于曼海姆至萨尔布吕肯的铁路干线在修建历史是由多个不同的铁路线综合而成，因此它没有统一的里程标。桩号在洪堡总站会有一个从31.8公里至8.3公里的跳跃。自洪堡开始的0公里桩号位于贝克斯巴赫以西、以往巴伐利亚及普鲁士之间的边境，即如今的洪堡－诺因基兴铁路沿线中。桩号在路德维希港总站会再次改变，因为线路在此的走向一部分会通往曼海姆，另一部分则继续接入美因茨－路德维希港铁路。

## 运营

### 运营商及网络

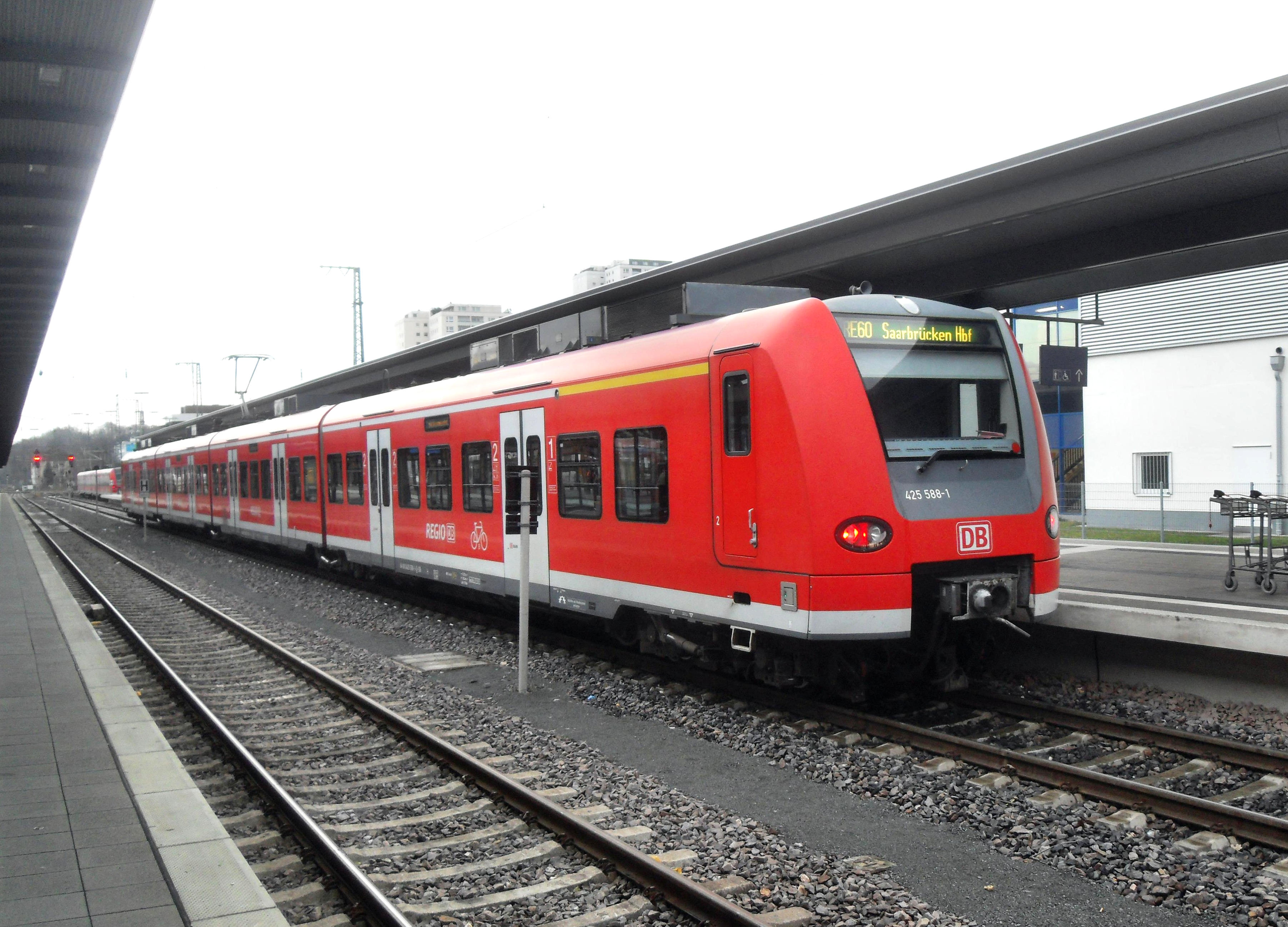
425型动车组在凯泽斯劳滕担当前往萨尔布吕肯的区域快车任务

这条电气化铁路如今由德国铁路以莱茵内卡S-Bahn的名义、提供425型动车组在洪堡－凯泽斯劳滕－路德维希港区间经营城铁S1线（洪堡－凯泽斯劳滕－诺伊施塔特－希弗施塔特－路德维希港－曼海姆－海德堡－内卡格明德－埃伯巴赫－莫斯巴赫－奥斯特布尔肯）以及S2线（相同的线路，但仅从凯泽斯劳滕－奥斯特布尔肯）。
在凯泽斯劳滕－萨尔布吕肯区间设有区域快车（RE）服务，同时洪堡－萨尔布吕肯区间也设有区域列车（RB）服务，它们均使用425型动车组担当。
从路德维希港至布鲁赫米尔巴赫-米绍路段为莱茵-内卡交通集团的计费区间，洪堡及萨尔布吕肯路段则适用萨尔兰州交通集团的车资。
目前线路中还开行有从萨尔布吕肯至法兰克福、德累斯顿、斯图加特和萨尔茨堡的城际快车（ICE）或城际列车（IC）服务，并在该线路中经停洪堡、兰施图尔、凯泽斯劳滕及诺伊施塔特（并非所有的ICE/IC列车都在所提及的中间站停靠）。自2007年12月9日起以ICE-3列车开行由法兰克福至巴黎的服务后（参见Alleo）,大部分原ICE列车的经停点都已失去了其停靠地位。

### 运行图
莱茵内卡S-Bahn在路德维希港至凯泽斯劳滕之间的发车频率为每半小时1班，S1线则提供每小时1班前往洪堡的服务。由库瑟尔至凯泽斯劳滕的RB列车服务会在兰施图尔进入线路。在洪堡也提供有始发的RB列车服务，包括每小时1班前往萨尔布吕肯和经由萨尔铁路继续前往梅尔齐希或特里尔。同时凯泽斯劳滕－萨尔布吕肯间也有每小时1班的RE列车服务。这些服务大多数使用425/426型电力动车组担当。此外，还有法兰克福－萨尔布吕肯－巴黎的ICE列车服务和来自法兰克福、斯图加特和慕尼黑的IC列车服务，以及每日两班由曼海姆－萨尔布吕肯的高峰RE列车服务，它们仅在城际列车车站停靠，例如兰施图尔和圣英贝特。
此外，从五月至十月期间的每逢周日及节假日，还会开行有一些区域长途列车、郊游列车和观光列车的班次：
| 名称           | 行经路段             | 其它行经路段                                                                            | 起点           | 终点                  |
| -------------- | -------------------- | --------------------------------------------------------------------------------------- | -------------- | --------------------- |
| 本登塔尔号     | 曼海姆－诺伊施塔特   | 诺伊施塔特－兰道、兰道－后魏登塔尔东、劳特河铁路                                        | 曼海姆总站     | 本登塔尔-鲁姆巴赫车站 |
| 葡萄酒之路快车 | 诺伊施塔特－上施派尔 | 科布伦茨－宾根、宾根－巴特明斯特、阿尔森茨河谷铁路、普法尔茨马克西米利安铁路            | 科布伦茨总站   | 维桑布尔车站          |
| 莱茵河谷快车   | 诺伊施塔特－上施派尔 | 卡尔斯鲁厄－温登、诺伊施塔特－温登、 阿尔森茨河谷铁路、巴特明斯特－宾根、宾根－科布伦茨 | 卡尔斯鲁厄总站 | 科布伦茨总站          |
| 格兰河谷快车   | 诺伊施塔特－兰施图尔 | 兰施图尔－库瑟尔                                                                        | 诺伊施塔特总站 | 库瑟尔车站            |

### 长途运输

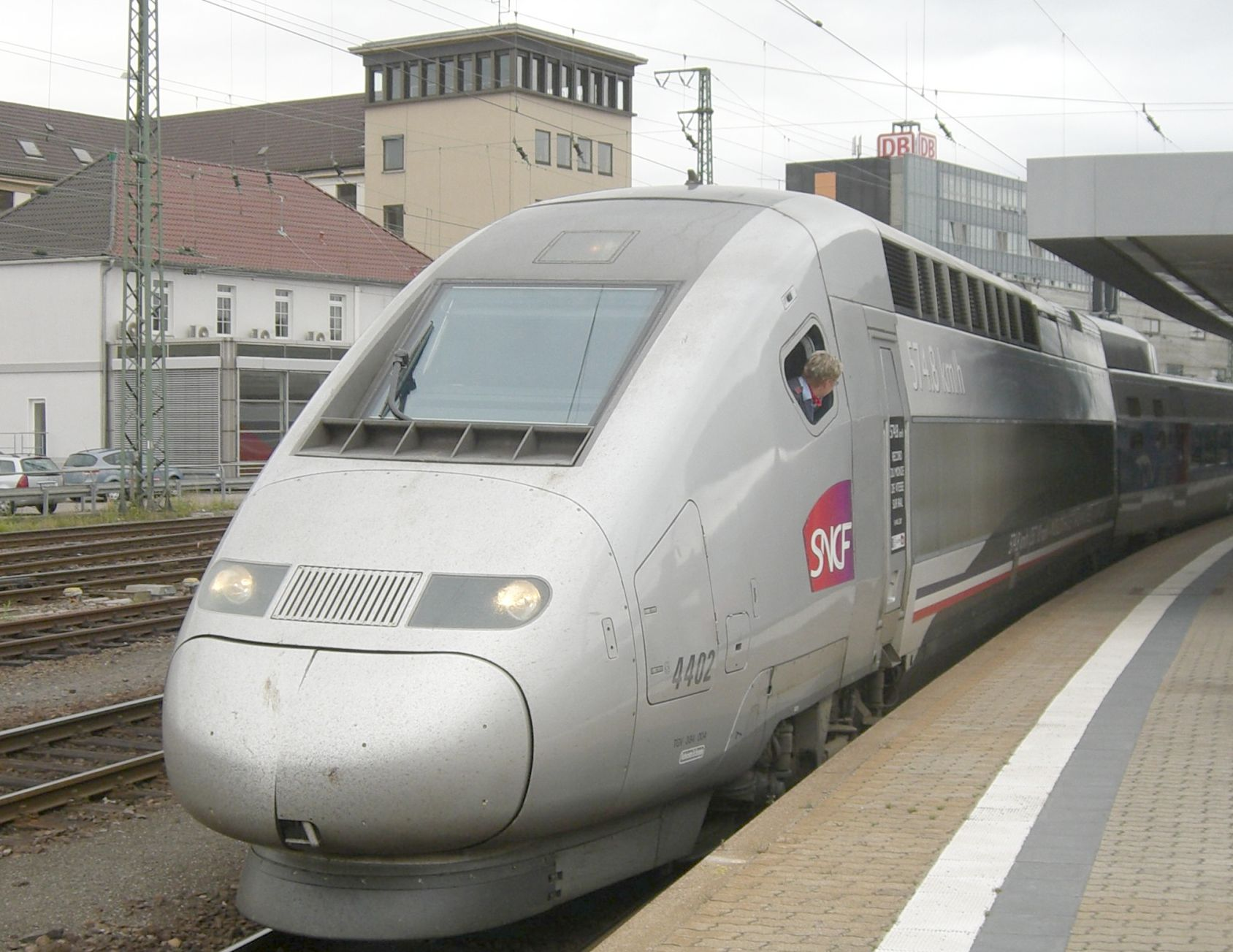
TGV POS列车于萨尔布吕肯

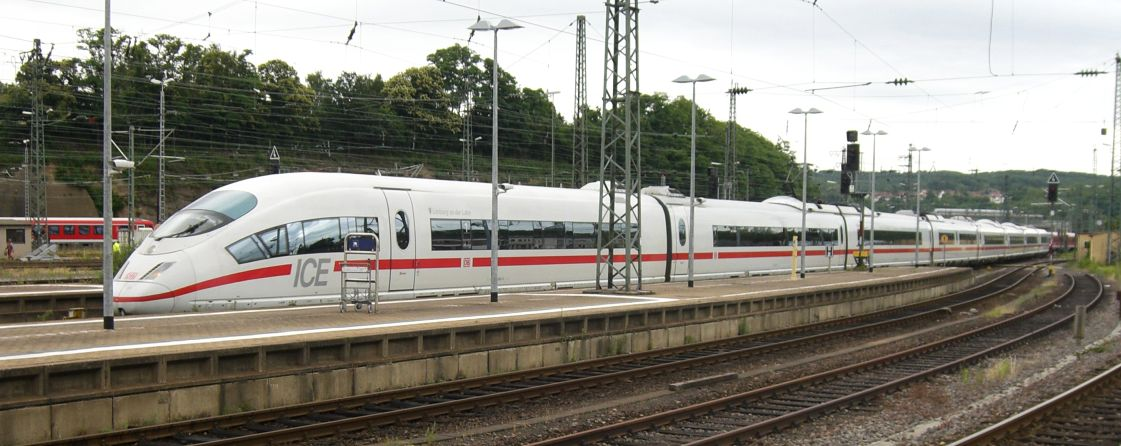
ICE-3列车于萨尔布吕肯

从1970年至1975年，该线路上便开行有全欧快车班次歌德号（TEE50/51次）。自1991年起，开行了由每两小时1班、由萨尔布吕肯－斯图加特的区际列车（IR）27号线，并延长至林道及布雷根茨终到。与此同时，线路中首个开行的城际列车，即萨尔布吕肯至德累斯顿的IC9号线，与巴黎至法兰克福的欧城列车（EC）进行了整合，它们同样为每两小时1班。一年后，所有的快速列车均由城际列车所取代。
自2000年11月起，线路开始运营使用摆式技术的ICE列车。在2001年5月的运行图调整中，德国铁路的长途列车发车间隔被缩减，只有在高峰时期才维持每小时1班（早晨往曼海姆，晚上往萨尔布吕肯）。一些IR列车班次也由RE列车所取代。自2002年12月14日起，IC列车接替了最后的IR列车，长途运输服务被再次减少。直至2007年6月，在法兰克福－巴黎间新开行的ICE列车经由路德维希铁路运行，该线路的价值才得以再度提升。但原本诺伊施塔特和洪堡的经停点在此服务中被取消了。由于较低的通行时速，这些高速列车并不会长期通过该线路运行。一旦梅斯和斯特拉斯堡之间的TGV线路完工，列车将考虑经由斯特拉斯堡及卡尔斯鲁厄通过。

### 货物运输
这条线路一直是法国和德国间矿业运输的重点。它也是德国装载量最高的货运铁路之一。如今在线路中占主导地位的是在欧盟内部开行的联合运输列车，它们主要装载货柜、可拆卸货厢、半挂车和其它高附加值的货物。
在诺伊施塔特、凯泽斯劳滕（尤其是依赖于欧宝工厂）、洪堡以及终点站萨尔布吕肯均设有大型的货运设施。在此期间，几乎所有其它的货物转运站都被关闭。甚至连一些小型的装载点，例如设于兰布雷希特、希弗施塔特、哈斯洛赫和沙伊特的装载点也已不复存在。它们通常会将多余的轨道进行拆除。在圣英贝特则仍然保留了货运设施。当地的调车服务由一台小型柴油机车担当，这是由一间私人公司从捷克进口。

### 事故

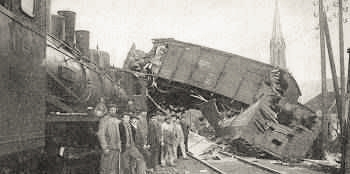
1912年发生于魏登塔尔的铁路事故

- 魏登塔尔曾在1876年和1912年发生两起铁路事故[27]。
- 1917年2月9日，一班D32次列车在一次空袭中出轨[28]。
- 1918年1月7日，一班假日列车与一班货运列车在强降雪的恶劣天气下相撞。对于死亡人数的信息不尽相同。一说有33人死亡及121人受伤[28]，另有来源则称为12人死亡及87人受伤[29]。
- 在1988年6月28日于海利根山隧道发生的一次铁路事故中，造成了D2754次列车中1人死亡、10人重伤及28人轻伤。这是因为一场猛烈的暴雨后，海利根山隧道东面的部分挡土墙跌落至往曼海姆方向的轨道上。一列从萨尔布吕肯驶来、搭载散装货物的货运列车驶入碎石堆中并导致部分脱轨；牵引机车及三节车厢被推下反方向的轨道。随后，它们立即遭到了一列迎面驶来的快速列车的撞击[30]。
- 2010年8月17日，正执行ICE9556次列车（法兰克福-巴黎）的4681号动车组在兰布雷希特与一辆垃圾车相撞，并坠下路基。动车组的前两节车厢脱轨并被损毁，而前端的端部车厢完全开裂[31][32]。320名乘客中共有15人受伤；垃圾车司机尽管受伤严重但仍可自行爬出车外[33][34]。事故导致了该线路的长途运输及货物运输均出现大面积的延误及绕行[35]。

## 使用车辆

### 蒸汽机车
各铁路管理部门始终都用最大功率的牵引机车投入这条线路的运行。早期在洪堡至路德维希港沿线的蒸汽机车是由凯泽斯劳滕、路德维希港和诺伊施塔特的车辆段负责提供。后来又分别加入了洪堡、曼海姆和萨尔布吕肯的车辆段。
在德意志国铁路时期主要使用原普法尔茨铁路的蒸汽机车型号。此外还加入了新的标准化机车01型、03型和44型。这些蒸汽机车直至第二次世界大战结束后仍可在曼海姆至萨尔布吕肯之间见到。至20世纪50年代，快速列车服务有来自特里尔的01型，以及来自路德维希港和凯泽斯劳滕的03型。在短途运输服务占主导地位的蒸汽机车为23型、38型和78型，货物运输则是44型及50型。

### 电力机车及动车组

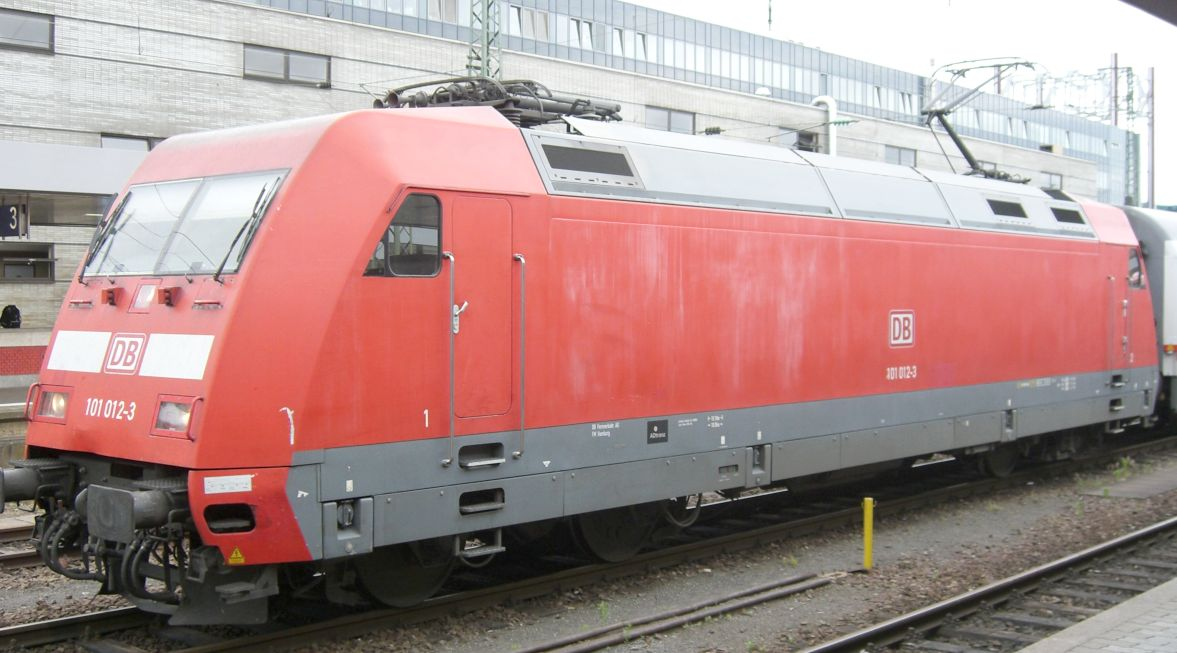
牵引城际列车的101型电力机车于萨尔布吕肯

随着电气化铁路的进程，诺伊施塔特及洪堡的蒸汽车间被关闭，德国联邦铁路新的电力机车开始驶入这条线路。在货运方面，几十年来一直占主导地位的是E40型/140型，短途运输则是使用E41型/141型牵引当时新造的银币车厢。E10型/110型则是主要用于牵引快速列车。自1966年起，双电压机车E310型/181型的原型机开始入驻萨尔布吕肯车辆段，主要负责牵引前往法国的快速列车。自1971年起，线路中还能见到由德国联邦铁路当时的旗舰车型103型牵引的部分列车。
从1974年投入使用后直至2006年期间，驻扎在萨尔布吕肯的双频机车181.2型几乎担当了所有来往于梅斯、萨尔布吕肯、曼海姆、法兰克福和海德堡之间的快速列车及普快列车服务；而在开办法兰克福－萨尔布吕肯－巴黎的ICE列车服务后，它们被越来越多的停用。IC列车如今主要由101型机车牵引，但部分也会由奥地利的1016/1116型牵引；德国境内的ICE列车服务主要使用411/415型动车组，前往法国的ICE列车服务则使用多电压制式的406型动车组。甚至法国的TGV列车也经常会作为ICE列车的替换服务在该线路中见到。在短途运输及区域运输，则主要使用的是425型/426型动车组。
在货运领域，德铁辛克铁路如今会使用双电压技术的185型机车。这些货运列车的运输如今是通过曼海姆前往梅斯，部分会一直前往巴黎和里昂。原本在萨尔布吕肯编组站和福尔巴克的共同边境及换压车站也被取消。
同样使用这条线路的瑞士联邦铁路则主要提供Re 4/4 II型和Re 482担当货运任务。